# Bežek
Bežek  je redkejši priimek v Sloveniji, ki ga je po podatkih Statističnega urada Republike Slovenije na dan 1. januarja 2010 uporabljalo 21 oseb in je med vsemi priimki po pogostosti uporabe uvrščen na 12.674. mesto.

## Znani nosilci priimka
- Anton Bežek (1814—1855), zdravnik
- Božidar Bežek (1866—1935), pravnik, publicist
- Carmen Bežek Dereani (1911—2008), zdravnica oftalmologinja (okulistka)
- Etbin Bežek, poveljnik Sokolske legije med 2. svetovno vojno
- Jože Bežek (1899—1968), zdravnik in pisatelj (Plečnik: hiša Bežek v Kr)
- Julija Bežek-Kajzer, arhitektka
- Nikolaj Bežek (1912—1987), arhitekt, urbanist
- Rupert Bežek (1858—1903), pravnik, publicist, kult. kritik
- Sonja Bežek-Zajc, arhitektka
- Staša Bežek (1898—?), baletka, prva slovenska solo plesalka
- Viktor Bežek (1860—1919), pedagog, jezikoslovec, šolnik, publicist, urednik